# 湯村光

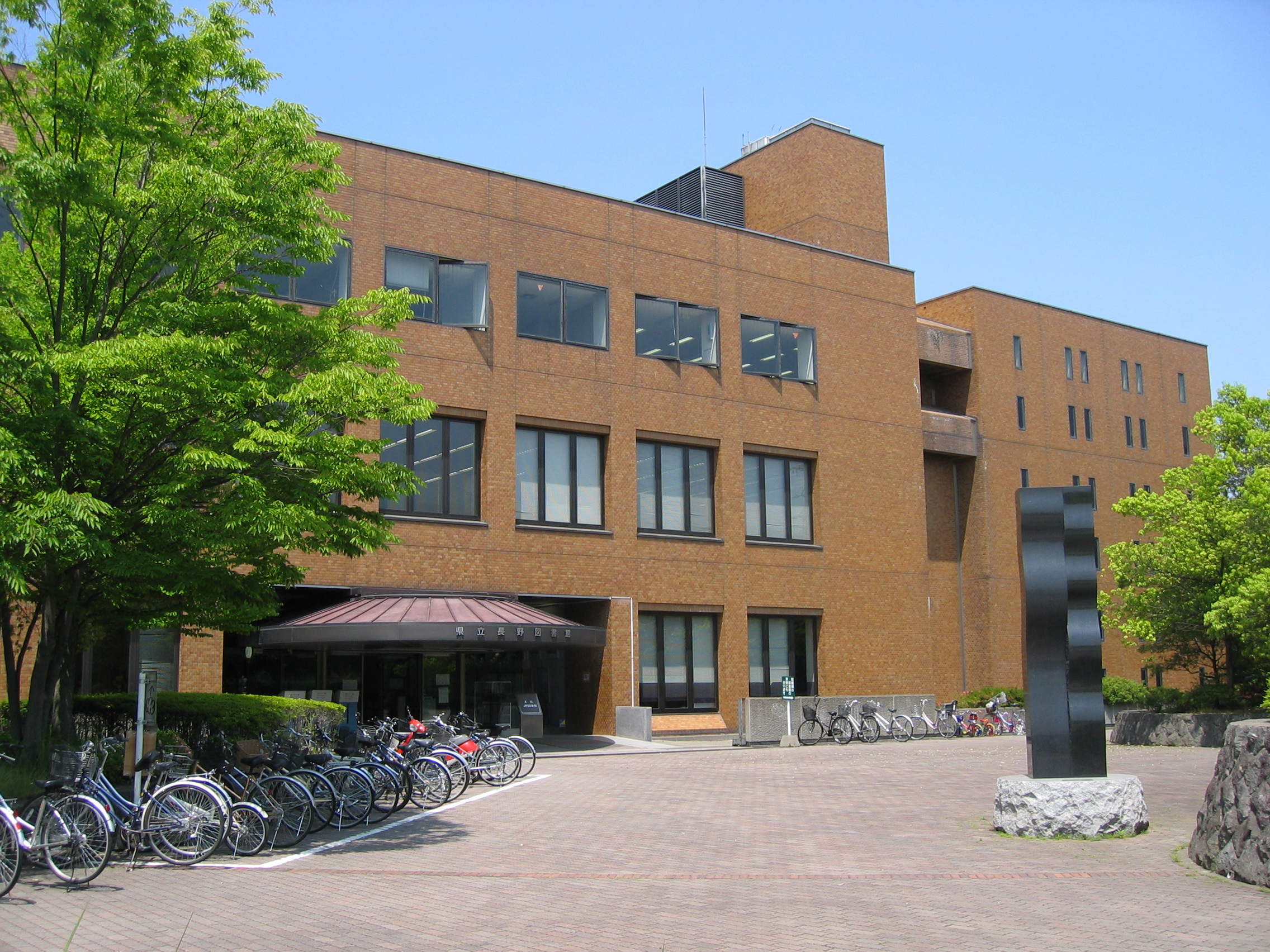
長野県長野市、県立長野図書館前に設置された湯村光作品『STONE WORK―双』（右）

湯村 光（ゆむら ひかる、1948年 - ）は、日本の彫刻家。

## 来歴
1948年（昭和23年）、鳥取県に生まれる。1971年（昭和46年）に東京芸術大学の彫刻科を卒業。フランスに渡り、1972年（昭和47年）までの間、同国の国立パリ美術学校に留学する。その後、個展・美術展に自作品を出展し、1986年（昭和61年）には安田火災（現・損保ジャパン）美術財団奨励賞展の彫刻部門で優秀賞を受賞した。

## 作風
主として黒色の御影石を用いた彫刻作品を製作している。自然石との対話を重視し、鑑賞者に静かな印象を抱かせる作風である。研磨した滑らかな面と、凹凸を残した破断面とが一つの作品に共存しており、それらの対比も特徴的である。

## 主な作品
特記なき場合、DOKA Contemporary Arts公式ウェブサイトによる。
- 『KURAYOSHI』・『地象』・『Composition』 - 順に1984年（昭和59年）・1985年（昭和60年）2000年（平成12年）。鳥取県倉吉市、倉吉博物館・倉吉歴史民俗資料館（緑の彫刻プロムナード）に設置[3][4]。
- 『STREAM』 - 1987年（昭和62年）。
- 『四角柱』 - 1987年。
- 『STONE WORK―双』 - 1987年。第15回長野市野外彫刻賞受賞。長野県長野市若里公園内、県立長野図書館前に設置[5]。
- 『STONE WORK―地標』 - 1989年（平成元年）。第13回現代日本彫刻展出展、宇部興産株式会社賞受賞。山口県宇部市、超高温材料研究センター前に設置[6]。
- 『海へのメッセージ』 - 1990年（平成2年）。
- 『清流』 - 1992年（平成4年）。
- 『双―海原』 - 1992年。
- 『起源』 - 1993年（平成5年）。第24回中原悌二郎賞優秀賞受賞[7]。
- 『起源―湖上に向かって』 - 1996年（平成8年）[2]。北海道虻田郡洞爺湖町、洞爺湖ぐるっと彫刻公園に設置[8][9]。
- 『石の庭』 - 1997年（平成9年）。
- 『垂直の波』 - 1999年（平成11年）[10]。
- 『黒い柱』 - 東京都立川市、ファーレ立川に車止め（ボラード）として設置[11]。
- 『起源・環』 - 鳥取県米子市、鳥取地方法務局米子支局前に設置[12]。
- 『LANDSCAPE』 - 香川県高松市庵治町、才田やすらぎの道に設置[13]。